# Басова, Евгения Владимировна
Евге́ния Влади́мировна Ба́сова (род. 26 февраля 1963, Красноярск) — российская писательница. Член Союза писателей России.

## Биография
Родилась в 1963 году в Красноярске, жила в посёлке Понорница Черниговской области, на Украине, в Магадане. Окончила факультет журналистики МГУ имени М. В. Ломоносова. Живёт в Чебоксарах, трое детей. Работала лаборанткой в литейном цехе, санитаркой в отделении для новорожденных, художником-оформителем в детском центре, руководителем литературной студии для подростков, редактором заводской газеты, корреспондентом в областных газетах, дизайнером в полиграфии.
В рассказах и повестях для детей и подростков затрагивает недетские темы одиночества и бесприютности, непонятности, инаковости, предательства и внутренней жестокости, поиск искренней привязанности.

### Публикации
- Произведения Евгений Басовой выходили в журналах «Октябрь» и «Звезда», «Кукумбер», «Московский литератор», «День и ночь», «Новый енисейский литератор» (Красноярск), «Чиж и еж» (Санкт-Петербург), «Урал» (Екатеринбург), «Лик Чувашии», «Лик», «Чувашия литературная» (Чебоксары).
- Евгения Басова. Библиогид
- Российские деятели культуры номинированы на премию памяти Астрид Линдгрен
- Враг Мышаня и Бычок с диареей против детской литературы. Что происходит с рынком книг для детей, и почему взрослые и уполномоченный по правам ребёнка замечают только худшие образцы
- Авторы книг для детей и их родителей: как начать читать

## Награды
1. Финалист и лауреат Национальной премии «Заветная мечта» (2008, 2009).
2. Лауреат Международного конкурса детской и юношеской литературы имени А. Н. Толстого Архивная копия от 20 февраля 2017 на Wayback Machine (2009).
3. Финалист Всероссийского конкурса на лучшее произведение для детей и юношества Книгуру (2017).
4. Финалист премии Владислава Крапивина 2014 года. (недоступная ссылка)
5. Лауреат Всероссийского конкурса на лучшее произведение для детей и юношества Книгуру (2018).
6. Лауреат литературного конкурса на соискание премий правительства Москвы имени Корнея Чуковского (2020).